# Inenek-Inti
Inenek, también llamada Inti, fue una reina consorte del Antiguo Egipto, esposa del faraón Pepi I de la VI dinastía.
| in · n · n | k |

| in · n · n | k |

## Títulos
Los títulos de Inti eran: Princesa Hereditaria (iryt-p`t), La más importante de la élite (ḥ`teta-p`t), la esposa del rey (hmt-niswt), la esposa del rey, su amada (ḥmt-niswt mryt.f), Hija de Merehu (z3t-Mrḥw), Hija de Geb. (z3t-Gb).
Desconocida hasta que las excavaciones en la pirámide de Pepi I revelaron su existencia, los egiptólogos creen, por su titulatura, que debió ser su reina principal en la primera parte de su reinado. Entre ellos se encuentra el muy inusual de visir, lo que refuerza esta teoría.
Marcas de cantero en algunos bloques encontrados en la pirámide del rey, que identificaban a las cuadrillas de obreros y los encargados de las obras, (también encontradas en las canteras y otras pirámides, incluyendo la gran pirámide de Guiza) también la nombran como la arquitecta de la obra, encargando Pepi a su esposa la construcción del monumento.

## Entierro
Inenek-Inti fue enterrada en una pirámide en Saqqara. Su pirámide forma parte del complejo piramidal funerario de su marido Pepi I. Su complejo propio se localiza justo al oeste del de la reina Nubwenet. Inenek-Inti parece haber sido un poco más importante que Nubwenet como indican su pirámide y templo funerario ligeramente más grandes. El complejo funerario de Inenek-Inti está rodeado por una pared perimetral. Su templo funerario fue construido de modo que el edificio giraba en una esquina. Incluía una sala y un patio abierto que presentaba varias mesas de ofrendas.